# Casio
Касио Компјутер је Jапанска мултинационална компанија за производњу потрошачке електронике и комерцијалне електронике са седиштем у Шибуи, Токио, у Јапану. Њени производи укључују калкулаторе, мобилне телефоне, дигиталне фотоапарате, електронске музичке инструменте и аналогне и дигиталне сатове. Основан је 1946, а 1957 представио је први у потпуности електрични компактни калкулатор на свету. Био је то рани иноватор дигиталних фотоапарата, а током 1980-их и 1990-их, компанија је развила бројне повољне кућне електронске тастатуре за музичаре, заједно са представом првих светских дигиталних сатова.

## Историја
Касио је основан као Kashio Seisakujo у априлу 1946. године од стране Тадао Кашиа, инжењер који се специјализовао за технологију израде. Кашиов први велики производ био је држач цигарете, прстен за прсте који би држао цигарету, омогућавајући власнику да пуши цигарету, а истовремено оставља руке корисника слободним. Јапан је осиромашио одмах након Другог светског рата, па су цигарете биле драгоцене, а проналазак је успео. После видео електричних калкулатора на првом Бизнис сајму у Гинзи, Токио 1949, Кашио и његова млађа браћа (Тошио, Казуо и Иукио) користили су свој профит од  држача цигарете да би развили своје калкулаторе. Већина рачунара је у то време радила помоћу зупчаника и њима се могло управљати ручно, помоћу погона или мотором. Тошио је поседовао неко знање из електронике и кренуо је да прави калкулатор користећи соленоиде. Калкулатор величине стола је завршен 1954. године и био је први у Јапану електро-механички калкулатор. Једна од главних и важнијих иновација калкулатора било је његово усвајање бројача од 10 тастера, у то време су други калкулатори користили „пуну тастатуру“, што је значило да свако место у броју (1с, 10с, 100с, итд.) има девет тастера. Друга одлика је била употреба једног прозора уместо три прозора (један за сваки аргумент и један за одговор) који се користе у другим калкулаторима. Касио Компјутер је основан у јуну 1957. године. Те године Касио је објавио Модел 14-А, који је продат за 485.000 јена,  први све-електрични компактни калкулатор на свету, заснован на преносној технологији.
У 1980-им, Касио-ови прорачунски електронски инструменти и његова линија приступачних кућних електронских музичких инструмената за клавијатуру постали су популарни. Компанија је такође постала позната по широкој разноликости и иновативности својих ручних сатова. Био је један од најранијих произвођача кварцних сатова, дигиталних и аналогних. Такође је започео продају сатова с калкулаторима. Касио је такође представио један од првих сатова који је могао приказати време у многим временским зонама света и са функцијама попут температуре снимања, атмосферског притиска и висине. Касније су Касиови ручни сатови били опремљени пријемницима за синхронизацију са радио кулама широм света и Глобалним позиционим системом (ГПС) ради тачности чувања времена. Касио је направио и бројне запажене иновације дигиталних фотоапарата, укључујући QV-10, први потрошачки дигитални фотоапарат са ЛЦД екраном на задњој страни, прва потрошачка камера од три мегапиксела, први прави компактни модел и први дигитални фотоапарат који је користио технологију керамичких сочива, користећи Лумицера.

### Намештање цена
У јулу 2019. године, компанија из Велике Британије, Касио Електроникс је кажњена са 3,7 милиона фунти након што је признала одржавање цене препродаје (облик одређивања цена) између 2013. и 2018, кршећи Закон о конкуренцији Уједињеног Краљевства из 1998. године.

## Производи
Касио производи укључују сатове, калкулаторе, електронске тастатуре и друге дигиталне производе као што су дигитални фотоапарати (серија Екилим), филмске камере, касе, лаптопови, компјутерски преносни рачунар, мобилни телефони, електронски речници, дигитални дневници, електронске игре, рачунарски штампачи, сатови и преносни телевизори. У 1970-им и 80-има Касио је био најпознатији по својим електронским (укључујући научне) калкулаторе, електронским музичким инструментима и приступачним дигиталним сатовима који укључују иновативну технологију. Данас је Касио најпознатији по изради трајних и поузданих електронских производа. Асортиман G-Shock сатова отпорних на ударце такође су веома популарани, јер су оригинални G-Shock DV-5000C из 1983. године веома тражени од стране колекционара. Касио такође производи производе за локална тржишта, укључујући серију сатова „Молитвени компас“ дизајнирани да помогну муслиманима да се моле на време и у правом смеру.

### Калкулатори

#### Научни калкулатори
- FX-9860G / GII / SD
- FX-9860G Slim
- ClassPad 300 Plus / 330
- fx-991EX
- fx-4800P
- FX-850P

#### Основни калкулатори
- DS-3TS
- JS-140TVS
- HL-810
- AL-1000
- CM-601
- HR-100TM

### Сатови
- G-Shock
- Oceanus
- Edifice
- Wave Ceptor
- Databank

### Музички инструменти
- Privia
- VL 1 Synthesizer
- DH Digital Horns
- Celviano

### Остали производи
Дигиталне камере
- QV-Series
- EX-Series
- WQV-Series

Системски производи
- POS систем
- Преносни терминали података

Мобилни телефони
- G'zOne Type-L
- G'zOne Commando

Штампачи
- ЦД штампач налепница
- Штампач налепница